# Ga Duryu
Ga Duryu là ga của Tàu điện ngầm Daegu tuyến 2 ở Duryu-dong, Dalseo-gu, và Naedang-dong, quận Tây, Daegu, Hàn Quốc.

## Liên kết
- (tiếng Hàn) Trạm thông tin mạng Lưu trữ ngày 3 tháng 3 năm 2014 tại Wayback Machine từ Tổng công ty đường sắt cao tốc đô thị Daegu